# 洛陽駅
洛陽駅（らくようえき、簡体字:洛阳火车站、拼音:Luòyáng huóchēzhàn）は、中華人民共和国河南省洛陽市西工区道南路にある中国鉄路総公司（CR）鄭州鉄路局が管轄する駅である。洛陽地区で最大の旅客駅である。

## 駅構造
単式ホーム1面、島式ホーム3面を持つ地上駅である。二つの待合室と8本の線路があり、そのうち2本は本線で6本は着発線である。駅東側の隴海線起点より692.469mの場所に洛陽東駅と共用の操車場がある。

## 所属路線
- 中国鉄路総公司
  - 隴海線：連雲駅起点より696km、蘭州駅終点まで1,063km[2]

## 利用状況
本駅は隴海線の旅客、貨物を扱う一等駅で、各種別を含め2010年4月現在、毎日160本余りの旅客列車が発着する。2010年2月6日に鄭西旅客専用線が開通し、洛陽龍門駅の運用を開始した。

## 歴史
- 1908年（光緖34年） - 開業した[5]。
- 1958年 - 駅を拡張し、駅舎の面積が数十平方メートルから2800平方メートルとなった[6]。
- 1992年4月10日 - 新駅舎が完成して式典が行われた。駅舎面積は21000平方メートルとなった[6]。
- 2002年1月10日～4月4日 - 駅前広場を整備した[6]。
- 2005年 - 洛陽東駅との間に操車場を作った[1]。
- 2008年1月 - 4本目のホームを増設した[7]。

## 隣の駅
中国鉄路総公司
隴海線
洛陽東駅 - 洛陽駅 - 洛陽西駅